# شون غيل
شون غيل (بالإنجليزية: Shaun Gale)‏ (8 أكتوبر 1969 في المملكة المتحدة - ) هو مدرب كرة قدم ولاعب كرة قدم بريطاني في مركز الدفاع. لعب مع نادي إكزتر سيتي ونادي بارنت ونادي بورتسموث وهافانت أند ووترلوفيل.

## وصلات خارجية
- شون غيل على موقع قاعدة بيانات كرة القدم.إي يو (الإنجليزية)
- شون غيل على موقع Soccerbase.com (لاعب) (الإنجليزية)